# Elapsoidea
Elapsoidea es un género de serpientes venenosas de la familia Elapidae que se distribuyen por el África subsahariana.

## Especies
Se reconocen las 10 siguientes según The Reptile Database:
- Elapsoidea boulengeri Boettger, 1895
- Elapsoidea broadleyi Jakobsen, 1997
- Elapsoidea chelazziorum Lanza, 1979
- Elapsoidea guentherii Bocage, 1866
- Elapsoidea laticincta (Werner, 1919)
- Elapsoidea loveridgei Parker, 1949
- Elapsoidea nigra Günther, 1888
- Elapsoidea semiannulata Bocage, 1882
- Elapsoidea sundevallii (Smith, 1848)
- Elapsoidea trapei Mane, 1999